# Mandrosonoro
Mandrosonoro est une commune urbaine malgache située dans la partie ouest de la région d'Amoron'i Mania.

## Géographie
Elle est située au bord de la route nationale No. 35 de Morondava à Ivato (Ambositra) dans l'ouest de Madagascar.
La ville se trouve à 208 km d'Ivato (Ambositra), 248 km de Morondava et 72 km de Malaimbandy.